# OMS戯曲賞
OMS戯曲賞（オーエムエス ぎきょくしょう）は、大阪ガスが主催する戯曲の賞。次代を担う新たな劇作家の発掘と同時に、既に評価のある中堅劇作家への刺激も兼ねて、過去に受賞歴のある作家も選考の対象にしており、関西発信の戯曲賞として全国的に注目を集めている。

## OMS戯曲賞
OMS（扇町ミュージアムスクエア）10周年記念事業の一環として1994年に創設された。
前年に書き下ろし上演された作品（ただし、コロナ禍下での第28回以降に限り、未上演作も可となっている）を対象に、大賞、佳作をそれぞれ1本ずつ選び、受賞作（大賞・佳作）と選評、選考過程を収録した本を出版する。賞金は、大賞30万円（1名）、佳作10万円（通常1名）。大賞受賞作品を受賞翌年度の3月末日までに再演する場合には、追加で50万円を助成する。

### 受賞作品一覧
受賞者名の後の（）内は上演団体名 
- 第1回（1994年） 応募数 61篇
  - 大賞 - 「坂の上の家」松田正隆（時空劇場）
  - 佳作 - 「レ・ボリューション」岩崎正裕（199Q太陽族）

- 第2回（1995年） 応募数 46篇
  - 大賞 - 「ともだちが来た」鈴江俊郎（劇団八時半）
  - 特別賞 「海と日傘」松田正隆（時空劇場）

- 第3回（1996年） 応募数 55篇
  - 大賞 - 「夏休み」内藤裕敬（南河内万歳一座）
  - 佳作 - 「嵐のとなりの寝椅子」蟷螂襲（PM/飛ぶ教室）

- 第4回（1997年） 応募数 73篇
  - 大賞 - 「ここからは遠い国」岩崎正裕（199Q太陽族）
  - 佳作 - 「鈴虫のこえ、宵のホタル」花田明子（三角フラスコ）

- 第5回（1998年） 応募数 67篇
  - 大賞 - 「滝の茶屋のおじちゃん」蟷螂襲（PM/飛ぶ教室）
  - 佳作 - 「パノラマビールの夜」久野那美（箱の階）

- 第6回（1999年） 応募数 85篇
  - 大賞 - 「その鉄塔に男たちはいるという」土田英生（MONO）
  - 佳作 - 「YS」中田あかね（TPプロデュース）

- 第7回（2000年） 応募数 87篇
  - 大賞 - 「深流波－シンリュウハ－」樋口美友喜（劇団Ugly duckling）
  - 佳作 - 「ベジタブルキングダム」酒井宏人（クロムモリブデン）

- 第8回（2001年） 応募数 74篇
  - 大賞 - 「ひとよ一夜に18片」樋口美友喜（劇団Ugly duckling）
  - 佳作 - 「祭りの兆し」山岡徳貴子（魚灯）

- 第9回（2002年） 応募数 77篇
  - 大賞 - 「mju::::zikal」サカイヒロト（WI’RE）
  - 佳作 - 「コンコン とんとん ポロンぽろん」芳﨑洋子（AI・HALL SHOWCASE SELLECTION/のはら工房）

- 第10回（2003年） 応募数 70篇
  - 大賞 - 「他人（初期化する場合）」山口茜（魚船プロデュース）
  - 佳作 - 「てのひらのさかな」中村賢司（鋼鉄猿廻し一座）

- 第11回（2004年） 応募数 71篇
  - 大賞 - 「愛のテール」ごまのはえ（ニットキャップシアター）
  - 佳作 - 「夜、ナク、鳥」大竹野正典（くじら企画）

- 第12回（2005年） 応募数 73篇
  - 大賞 - 「壁ノ花団」水沼健（壁ノ花団）
  - 特別賞 「ヒラカタ・ノート」ごまのはえ（ニットキャップシアター）
  - 佳作 - 「愛と悪魔」司辻有香（個未来）

- 第13回（2006年） 応募数 50篇
  - 大賞 - 「音速漂流歌劇団」竹内佑（デス電所）
  - 佳作 - 「昼下がりのミツバチ」大正まろん（流星倶楽部）

- 第14回（2007年） 応募数 60篇
  - 大賞 -  該当なし
  - 佳作 - 「旅行者」田辺剛（下鴨車窓）

- 第15回（2008年） 応募数 64篇
  - 大賞 - 「愛情マニア」サリngROCK（突劇金魚）
  - 佳作 - 「ななし」棚瀬美幸（南船北馬一団）

- 第16回（2009年） 応募数 54篇
  - 大賞 - 「山の声」大竹野正典（くじら企画）
  - 佳作 - 「裏山の犬にでも喰われろ！」土橋淳志（A級MissingLink）

- 第17回（2010年） 応募数50編
  - 大賞 - 「ムイカ」はしぐちしん（コンブリ団）
  - 佳作 - 「嘘ツキ、号泣」山崎彬（悪い芝居）

- 第18回（2011年） 応募数49編
  - 大賞 - 「サブウェイ」林慎一郎（極東退屈道場）
  - 佳作 - 「幸福論」稲田真理（中崎町ミュージアムスクエア）

- 第19回（2012年） 応募数49編
  - 大賞 - 「留鳥の根」稲田真理（伏兵コード）
  - 佳作 - 「限定解除、今は何も語れない」土橋淳志（A級MissingLink）

- 第20回（2013年） 応募数58編
  - 大賞 - 「追伸」中村賢司（空の驛舎）
  - 佳作 - 「はだしのこどもはにわとりだ」肥田知浩（甘もの会）
  - 特別賞 - 「タイムズ」林慎一郎（極東退屈道場）

- 第21回（2014年）応募数50編
  - 大賞 - 「或いは魂の止まり木」土橋淳志（A級MissingLink）
  - 佳作 - 「夜の素」田中遊（正直者の会）

- 第22回（2015年）応募数49編
  - 大賞 - 「誰故草（たれゆえそう）」高橋恵（虚空旅団）
  - 佳作 - 「ひなの砦」くるみざわしん（光の領地・虚空旅団）

- 第23回（2016年）応募数48編
  - 大賞 - 「悪い癖」福谷圭祐（匿名劇壇）
  - 佳作 - 「また夜が来る」橋本健司（KOIN0U）

- 第24回（2017年）応募数53編
  - 大賞 - 「メロメロたち」山崎彬（悪い芝居）
  - 佳作 - 「午前3時59分」植松厚弘太郎（立ツ鳥会議）

- 第25回（2018年）応募数50編
  - 大賞 - 「同郷同年」くるみざわしん（光の領地）
  - 佳作 - 「あ、カッコンの竹」山本正典（コトリ会議）

- 第26回（2019年）応募数48編
  - 大賞 - 該当なし[7]
  - 佳作 - 「サッカバカナ」田中浩之（伊丹想流劇塾マスターコース）、「しずかミラクル」山本正典（コトリ会議）、「逢いにいくの、雨だけど」横山拓也（iaku）

- 第27回（2020年）応募数54編
  - 大賞 - 「セミの空の空」山本正典（コトリ会議）[8]
  - 佳作 - 「カンザキ」 ピンク地底人3号（ももちの世界/ピンク地底人）

- 第28回（2021年）応募数45編
  - 大賞 - 「花を摘む人」山本彩（未上演作）
  - 佳作 - 「その桃は血の味がする」山村菜月（未上演作）

- 第29回（2022年）応募数41編
  - 大賞 - 「わたしのこえがきこえますか」山脇立嗣（未上演作）
  - 佳作 - 「いきてるみ」私道かぴ（安住の地）

- 第30回（2023年）応募数40編
  - 大賞 - 「みえない」武田操美（マシュマロテント）
  - 佳作 - 「さよならの食卓」坂本涼平（坂本企画）

### 主催者
- 第1回 - 第10回
  - 株式会社アーバネックス（大阪ガスグループ）
- 第11回 -
  - 大阪ガス株式会社

### 事務局の運営
- 第1回 - 第11回
  - 株式会社ラネットワーク（大阪ガスグループ）
- 第12回 -
  - 大阪ガスビジネスクリエイト株式会社

## ハイスクールOMS戯曲賞
次代の劇作家育成の一環として2012年に新設された。大阪府内に在住または府内の高校等に在学する高校生によるオリジナル戯曲で、前年に上演された作品を対象とする。賞と賞品は、優秀賞 図書カード3万円（1名）、佳作 図書カード1万円（1名）。

### 受賞作品一覧
- 第1回（2012年） 応募数 12篇
  - 優秀賞 - 「山椒魚物語」高谷誉（関西創価高等学校3年）
  - 佳作 - 「自由なんて言葉は僕は信じない」阪元裕吾（大阪府立北摂つばさ高等学校2年）

- 第2回（2013年） 応募数 25篇
  - 優秀賞 - 「エリクソンと長官」平田桃子（和歌山県立向陽高等学校2年）
  - 佳作 - 「ファントムペインに血は流れるか」藤井颯太郎（兵庫県立宝塚北高等学校3年）

- 第3回（2014年） 応募数 18篇
  - 優秀賞 - 「八月のロブスター」小野明日香（清教学園高等学校2年）
  - 佳作 - 「迷・マインド　（まい・まいんど）」同志社高等学校演劇部 代表者：阿部友香、中川結友（同志社高等学校3年）

- 第4回（2015年）
  - 優秀賞 - 「蕾が開く日に」たにのかれー（帝塚山高等学校1年）
  - 佳作 - 「放課後」則直真衣（兵庫県立姫路飾西高等学校2年）